# ヴァハマン (小惑星)
ヴァハマン (1704 Wachmann) は、小惑星帯の小惑星のひとつ。カール・ラインムートがハイデルベルクで発見した。
彗星発見で有名なドイツの天文学者アルノ・ヴァハマン に因んで名付けられた。